# Alfons Benavent i Areny
Alfons Benavent i Areny, fou enginyer de camins. Va exercir de Cap d'Obres Públiques de Lleida i d'Enginyer Director del Canal d'Aragó i Catalunya. Era de professió enginyer de camins. Va exercir de cap d'Obres Públiques de Lleida, a partir del 1890. El 1913 va ser nomenat enginyer director del canal d'Aragó i Catalunya i, més tard, a partir del 1925, es va fer càrrec de la Divisió Hidràulica del Pirineu Oriental.

## Llegat
La donació de la seva obra fou feta al Servei d'Arxiu i Llegats de l'Institut d'Estudis Ilerdencs pel seu fill Joan Benavent i Carrasedo, a través dels seus marmessors testamentaris. La col·lecció de llibres està formada per un nombre total de 305 obres especialitzades en les branques d'enginyeria, geologia i botànica, relacionades directament amb la seva activitat professional. També hi trobem altres matèries com la geografia o els viatges, encara que en menor quantitat.